# باي 38-7271
BAY 38-7271 (KN 38-7271) هو عبارة عن دواء ناهض لمستقبلات القنب طورته شركة باير (Bayer AG).
للدواء تأثيرات مسكنة وهو يساعد أيضاً في حماية الجهاز العصبي ويستخدم في البحث العلمي ، مع استخدامات مقترحة في علاج إصابات الدماغ الرضحية. كما يعتبر دواء ناهض كامل له نفس الفاعلية تقريبًا مثل CP 55،940 في الدراسات على الحيوانات ، وله تقارب كبير إلى حد ما لكل من مستقبلات CB1 وCB2 ، مع قيم iK تبلغ 2.91 نانومتر عند CB1 و 4.24 نانومتر عند CB2.
تم ترخيصه لشركة (KeyNeurotek Pharmaceuticals) للتطوير السريري ، وكان في تجارب المرحلة الثانية في عام 2008 ولكن يبدو أن تطويره قد توقف منذ ذلك الوقت.